# Centro Histórico de Angra do Heroísmo

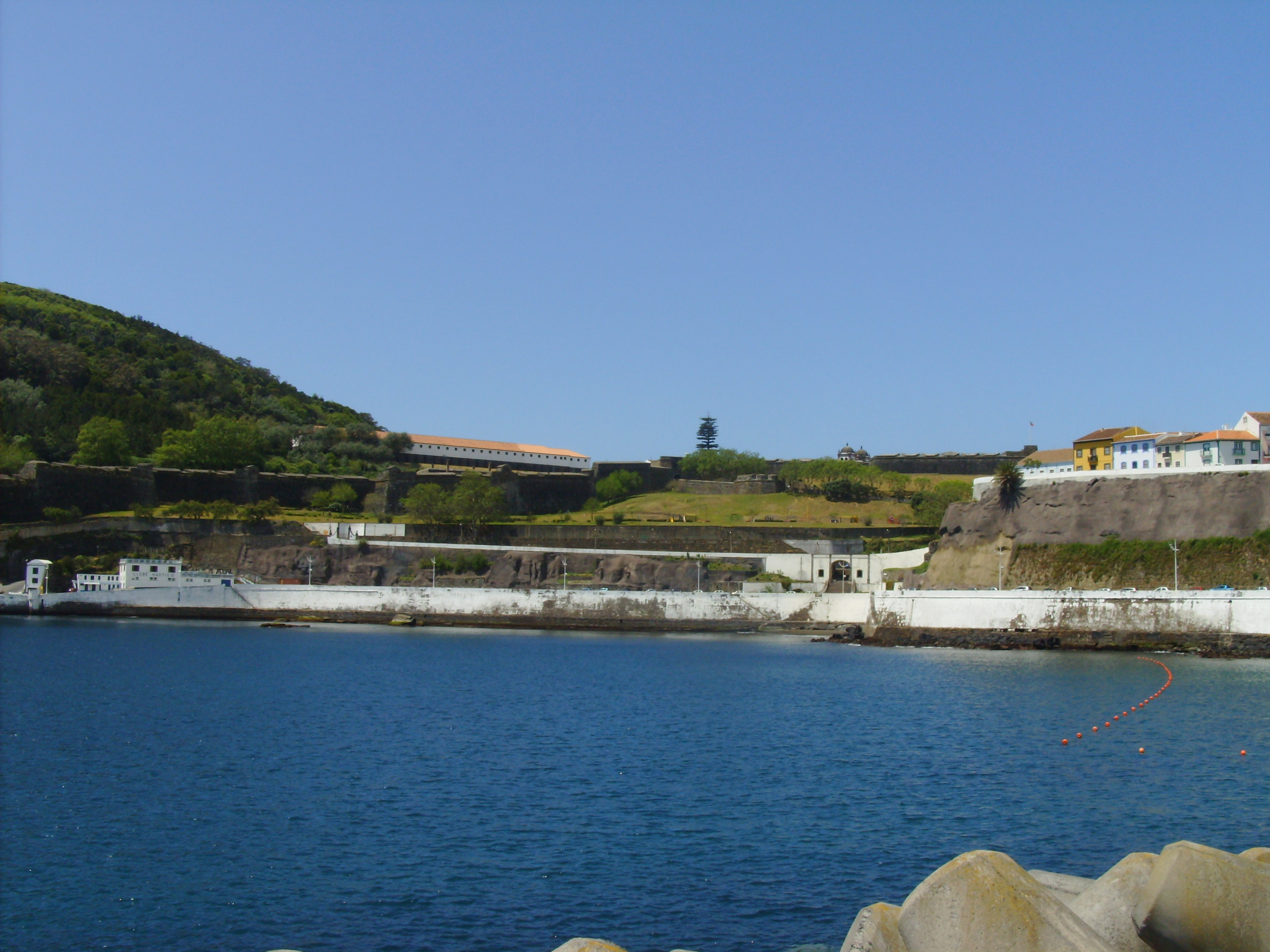
A angra da cidade: ao fundo o Monte Brasil e o acesso à Fortaleza de São João Baptista.

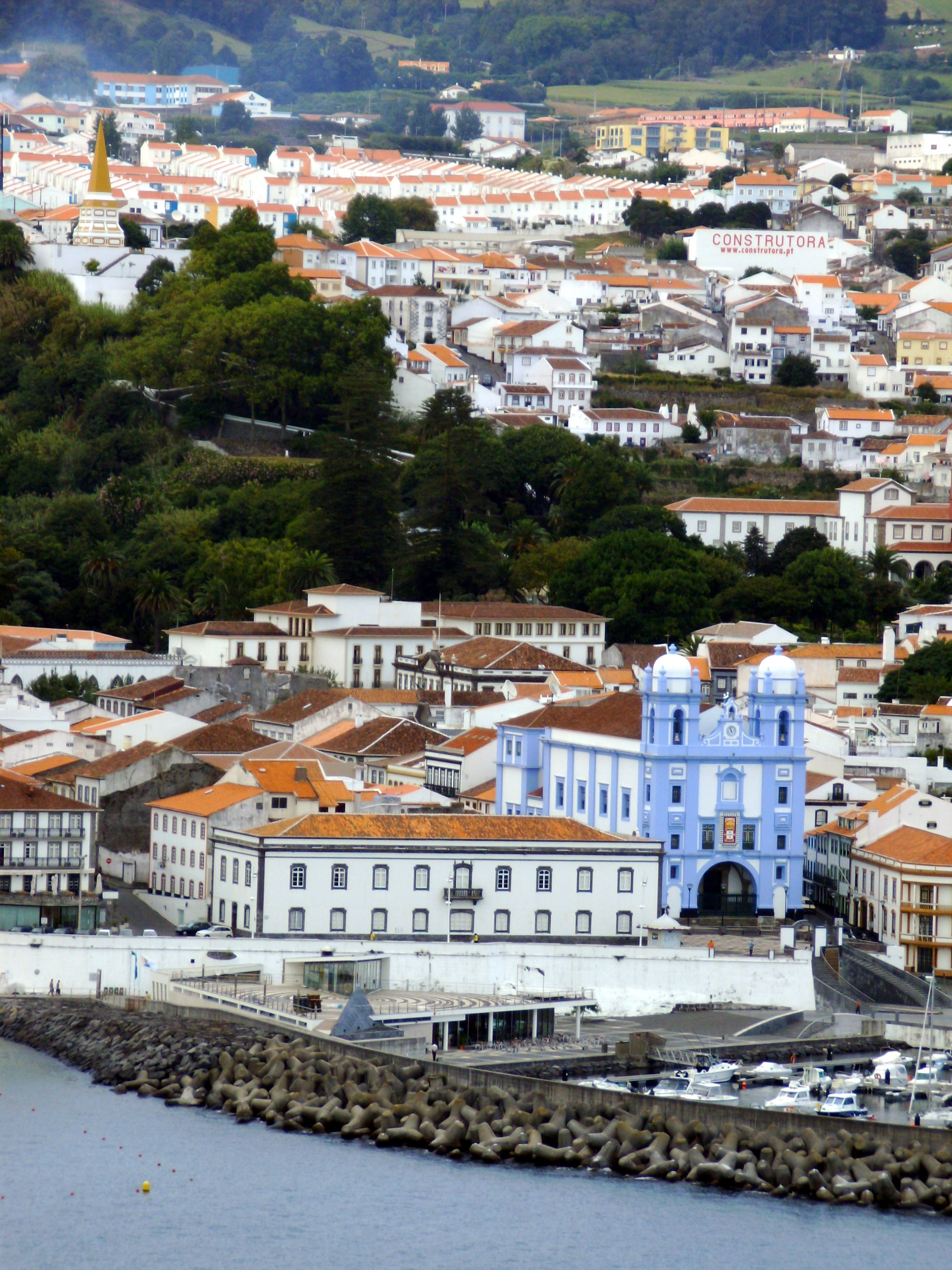
Angra do Heroísmo: cais da Alfândega.

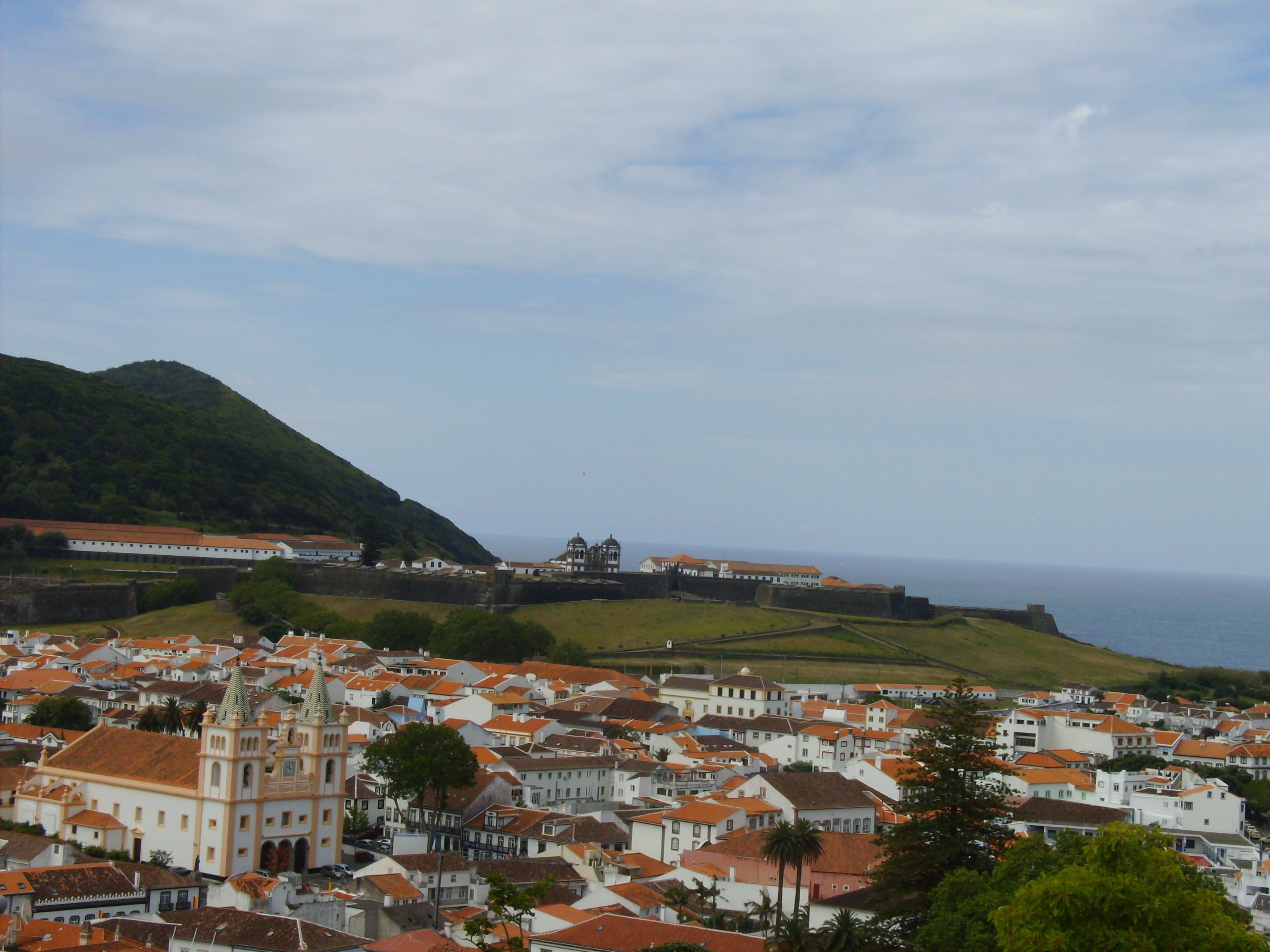
Angra do Heroísmo: centro histórico.

O Centro Histórico de Angra do Heroísmo localiza-se na cidade de mesmo nome, na Ilha Terceira, nos Açores. É um conjunto arquitetónico classificado como património mundial pela UNESCO. A integração na lista do património mundial foi decidida na reunião de 7 de dezembro de 1983 realizada na Villa Medicea di Poggio a Caiano (a Ambra), em Florença. A inclusão da Zona Central da Cidade de Angra do Heroísmo (Açores) consta do ponto VIII, recebendo o número de identificação 206 e tendo como critério base os designados por C (iv) e C (vi), por ser um exemplo de um tipo de edifício ou conjunto arquitectónico, tecnológico ou de paisagem, que ilustre significativos estágios da história humana e estar diretamente ou tangivelmente associado a eventos ou tradições vivas, com ideias ou crenças, com trabalhos artísticos e literários de destacada importância universal.

## História
Esta cidade, situada na ilha Terceira, foi um porto de escala obrigatório desde o século XV até ao aparecimento dos barcos a vapor, no século XIX. As suas imponentes fortificações de São Sebastião e de São João Baptista, construídas há cerca de 400 anos, são exemplares únicos de arquitectura militar. Excelente exemplo de um tipo de construção ou um conjunto arquitectónico, tecnológico ou paisagístico que ilustra um ou mais períodos significativos da história da humanidade.
Vila desde 1474, Angra foi, historicamente, a primeira cidade europeia do Atlântico (1584)[carece de fontes?], implantada em consequência da abertura de novos horizontes geográficos e culturais proporcionada pelo ciclo dos Descobrimentos portugueses. Desenvolveu-se a partir de seu porto, que se revestiu de grande importância estratégica entre os séculos XV e XIX, ilustrando a passagem dos modos de viver e de construir da Idade Média para a modernidade proporcionada pelos Descobrimentos e pela Renascença.
Ao longo dos séculos esteve ligada à manutenção do Império Português, como escala obrigatória das frotas do Brasil, da África e das Índias.
A cidade foi abalada por um forte terramoto em 1 de Janeiro de 1980, sendo então iniciados estudos para a sua restauração e proteção.
A classificação pela UNESCO da zona central de Angra do Heroísmo como Património da Humanidade já em 7 de Dezembro de 1983 - a primeira cidade no país a ser inscrita na lista -, reflete a sua importância histórica e cultural.
Encontra-se juridicamente definido pelos seguintes diplomas regionais, nos termos da alínea c) do nº 1 do artigo 227º da Constituição Portuguesa, e da alínea e) do nº 1 do artigo 31º do Estatuto Político-Administrativo e da Lei nº 107/2001, de 8 de Setembro: Decreto Legislativo Regional n.º 15/84/A, de 13 de Abril, Decreto Legislativo Regional n.º 29/99/A, de 31 de Julho, Decreto Legislativo Regional n.º 15/2004/A, de 6 de Abril, e artigo 10.º e alínea a) do artigo 57.º do Decreto Legislativo Regional n.º 29/2004/A, de 24 de Agosto.
O bem inscrito na lista do Património Mundial da UNESCO é uma área com cerca de seis quilómetros quadrados. Aproximadamente a metade da mesma é constituída pelo centro histórico, enquanto que o restante é constituído pelo extinto vulcão do Monte Brasil, atualmente um parque florestal com restos da cobertura vegetal original, e que a partir de finais do século XVI foi quase que inteiramente cercado por uma extensa linha de fortificações (fortaleza do Monte Brasil).
Esse quadro jurídico veio a garantir "(…) a preservação e a valorização de um local marcante da história portuguesa – desde a resistência a Filipe II à Restauração, desde as campanhas da liberdade aos novos rumos atlânticos de Portugal – que conservou nas ruas, nas pedras, nas casas, nas igrejas, nas muralhas, um sentido de nobreza e de afirmação que é bom recordar, senão revelar, aos portugueses de hoje e de amanhã".
No seguimento da classificação da cidade pela UNESCO, visando dar suporte e fiscalizar as obras efetuadas, foi criado o Gabinete da Zona Classificada de Angra do Heroísmo, que veio a ser regulamentado em 1987.
Pelo porto de Angra (hoje transferido para Praia da Vitória, para dar lugar à marina de Angra) passaram ao longo dos séculos caravelas, naus e galeões que contribuíram para o progresso da cidade e suas gentes, como atestam palácios, conventos, igrejas e fortes.

### Praça Velha
Não se pode falar de Angra do Heroísmo sem falar da Praça Velha, desenhada pelo Mestre Maduro Dias, também conhecida como "Praça dos Santos Cosme e Damião" ou "Praça da Restauração". Foi a primeira praça portuguesa projetada para servir como ponto de encontro de dois arruamentos, de acordo com os ideais urbanos do Renascimento. Caracteriza-se por ser um amplo espaço fronteiro ao edifício da Câmara Municipal de Angra do Heroísmo, tendo o pavimento marcado por pequenos blocos de pedra de calcário e basalto que formam um mosaico português.
A Praça Velha constitui o centro da cidade por excelência, constituindo-se no núcleo a partir do qual se desenvolveram as principais artérias da malha urbana. Ao longo da sua história conheceu diferentes funções: mercado de galinhas e gado aos domingos, palco de corridas de toiros, palco de enforcamentos durante as lutas entre liberais e absolutistas. Durante o século XIX, principalmente a partir de 1879, serviu de palco à Banda de Caçadores nº 10, aquartelados nos Fortaleza de São João Baptista da Ilha Terceira e que, durante mais de meio século tocou música para a cidade de Angra.